# بذيرات جيرية
البذيرات الجيرية (الاسم العلمي: Coccolithophyceae) هي طائفة من الأسناخ الصبغية تتبع شعبة لمسيات النبت.

## تصنيف

### صنوف
- البرمنسيونانية
  - البرمنسيونيات
  - البذيريات الجيرية
  - الذهبيات المتساوية

### رتب
- (الاسم العلمي:Coccolithophyceae)
- (الاسم العلمي:Coccosphaerales)
- (الاسم العلمي:Prymnesiophycidae)